# Joe Greenwald
Pour les articles homonymes, voir Greenwald.
Karl Christopher « Joe » Greenwald (né le 2 décembre 1888 à New Hampton (Iowa), mort le 19 mai 1986 à San Antonio) est un cavalier américain de saut d'obstacles.

## Carrière militaire
Joe Greenwald est élève de l'Académie militaire de West Point, où il est diplômé en 1912. Il sert comme officier d'artillerie de campagne dans l'armée. Il sert à divers endroits, notamment Fort Sill, Baltimore, Fort Stotsenberg, Akron, Savannah, Fort Sam Houston, Schofield Barracks et Fort Shafter avant de prendre sa retraite à Nashville en 1940. Après Pearl Harbor, il demande sa réadmission à l'armée et est colonel de l'inspection générale jusqu'à ce qu'il soit invité à former le nouveau Military Rocket Board et qu'il soit transféré à Salina (Kansas). Pour son travail sur le Rocket Board, il est décoré de l'Ordre de l'Empire britannique par le roi George VI.
Après avoir de nouveau pris sa retraite à la fin de la Seconde Guerre mondiale, Greenwald travaille pour une société de levés aériens créée par son beau-frère, Edgar Tobin, qui fut le pionnier de la photographie aérienne pour les cartes d'exploration pétrolière pour l'industrie pétrolière.

## Carrière sportive
Il est membre de l'équipe américaine de saut d'obstacles aux Jeux olympiques de 1920 à Anvers, qui finit cinquième et dernière de l'épreuve.
Greenwald est est également joueur de polo, jouant avec l'équipe de polo interarmées et est auteur de 5 buts. Il remporte le championnat junior américain.